# Eustachio Pisani
Eustachio Pisani (Sant'Elia Fiumerapido, 15 settembre 1866 – Isola del Liri, 10 marzo 1947) è stato un imprenditore italiano.

## Biografia
Rimasto orfano in tenera età, inseguì i propri obiettivi con tenacia, dividendosi tra il lavoro di giorno e lo studio nelle ore serali.
Nel 1892, terminato il servizio militare, si trasferì ad Isola del Liri, dove venne assunto presso le Cartiere Meridionali con la qualifica di assistente sino a diventare capo fabbricazione.
Dopo aver sposato Speranza Ippolito, erede del Lanificio Ippolito, ne assunse la guida, cambiandone la denominazione, nel 1901, in Ditta Ippolito & Pisani. In pochi anni ampliò lo stabilimento produttivo che passo da 560 mq a 11000 mq, sfruttando le acque del fiume Liri per la produzione di energia elettrica attraverso la costruzione di un canale di derivazione. La produzione venne progressivamente adattata alla fiorente industria cartaria della zona, con feltri per articoli tecnici di ottima qualità, tanto da essere richiesti anche all'estero. I suoi meriti in campo imprenditoriale vennero riconosciuti nel 1906, quando venne insignito del titolo di Cavaliere del lavoro.
Nel 1935 fu eletto rappresentante per la provincia di Frosinone nel Consiglio generale del Banco di Napoli.
Nel 1945 fu chiamato a far parte del Comitato di reggenza nella gestione della Confederazione Generale dell'Industria Italiana centro-meridionale.
Dimostrò un grande affetto verso i dipendenti della sua azienda, corrispondendo dei sussidi in caso di anzianità, invalidità o malattia, garantendo un'indennità a chi lasciava, per qualsiasi motivo, il lavoro presso il Feltrificio e concedendo tre giorni di gratifica a Natale ed a Pasqua per permettere ai dipendenti di festeggiare le ricorrenze, in serenità, con i propri cari. Donò una cospicua somma di denaro per la costruzione dell'ospedale di Isola del Liri, oltre ad occuparsi di far arrivare l'energia elettrica in molti quartieri del paese che ne erano sprovvisti e costruire palazzi per dare una casa ai suoi dipendenti meno abbienti.